# Velîka Kozara, Dzerjînsk
Velîka Kozara (în ucraineană Велика Козара) este localitatea de reședință a comunei Velîka Kozara din raionul Dzerjînsk, regiunea Jîtomîr, Ucraina.

## Demografie
Componența lingvistică a localității Velîka Kozara
     Ucraineană (99,74%)
     Alte limbi (0,26%)
Conform recensământului din 2001, majoritatea populației localității Velîka Kozara era vorbitoare de ucraineană (99,74%), existând în minoritate și vorbitori de alte limbi.